# プログレッシブジャックポット
プログレッシブジャックポットとは、主にスロットマシンやビデオポーカーなどのゲーミングマシンが払い出す賞金に関するシステムで、賭けが行われる毎に特定の当たり役の賞金が少しずつ増加して行くものである。単にプログレッシブと言われる場合もあり、これ以降ではプログレッシブと記した場合、それはプログレッシブジャックポットのことを指す。また、マシンと記した場合はゲーミングマシンを意味する。

## プログレッシブの種類
プログレッシブには、以下のタイプがある。
- 設置されたマシン単体で積み上げられる「スタンドアロン」
- 単一カジノ内の同種マシンで一つのプログレッシブジャックポットを共有する「リンクド・プログレッシブ」
- 複数のカジノを跨ぐ同種マシンで一つのプログレッシブジャックポットを共有する「ワイドエリア・プログレッシブ」
- リンクド・プログレッシブの変形で、ゲームの結果によらず、いつ、誰に、どんなタイミングで当たるかわからない「ミステリー・ジャックポット」

これらのうち、「ワイドエリア・プログレッシブ」は、バーチャルリールとステッピングモーターの導入によって膨大な組み合わせ数を作ることが可能となったからこそ実現できたもので、当選賞金の世界記録を更新するなどで、時折一般にも報道されることもあり、現代のスロットマシンを象徴するフィーチャーの一つと言える。

## プログレッシブの値
通常、プログレッシブは、そのマシンの最高の当たり役に設定されることが多い。一旦プログレッシブが払い出されると、プログレッシブの賞金は、設定された初期値へとリセットされる。
プログレッシブの値は、マシンに賭けが行われる毎に少しずつ増加するが、その増加量はマシンによりまちまちで、賭け金の1%未満から数%程度の範囲である。また、名前や見かけが同じマシンでも設定が異なる場合もあるので、一概には言えない。

## プログレッシブを獲得するには
通常はプログレッシブを獲得するには、マシン毎に定められた1回のゲームでの最大額をベットしてプレイする必要があるものが殆どである。ただし、プログレッシブジャックポット自体はベットされるたびに増加する。

## 損益分岐点
ビデオポーカーのような一部のマシンでは、役の出現確率とオッズから最適なプレイの戦略を算出する事が可能で、ポーカーハンドの出現率と各ポーカーハンドに割り当てられたオッズによりマシンの控除率が計算できるので、それにより損益分岐点を求める事が出来る。
プログレッシブは常に増加して行くので、ある額に達した時点でそのマシンの払い出し率が100%以上になり、この場合、このマシンで遊ぶ事は確率的に得ということになる。ただし、確率に沿う結果を得るためには、通常は長期的なプレイ（試行）を必要とするが、この「長期的」というのは、一般の人々が考えるプレイ数よりも長い（休みなくプレイしたとしても収束までには何十年もかかるケースも多く、収束を狙うのは現実的ではない）。
一方、リールマシンは、ビデオポーカーとは異なり、プレイヤーがマシンの控除率や役の出現率を知る術がないため、損益分岐点を算出する事は不可能である。
カジノは、アドバンテージプレイヤーと呼ばれる、プログレッシブが損益分岐点を超えている時にのみプレイを行うプレイヤーの存在によっても、収入を失うわけではない。これは、プログレッシブの大部分はそうでない「普通の」プレイヤーにより積み立てられ、払い出されるためである。

## プログレッシブジャックポットを用いる他のゲーム
プログレッシブジャックポットはスロットマシンやビデオポーカーにのみ用いられている訳ではない。特に、1980年代終わりごろに広まったカリビアンスタッド以降、テーブルゲームでもこのシステムが導入される例が増えている。

## 歴史
プログレッシブ・ジャックポットは、1986年に初めて主要なカジノに導入された。 最初のプログレッシブスロットマシンは、インターナショナル・ゲーム・テクノロジー（IGT）が開発したメガバックスである。 ジャックポットの抽選に参加したが、ジャックポットに当たらなかったプレーヤーは、その都度、賞金の一部がメイン・ジャックポットに積み立てられ、無期限に増えていく。1987年2月1日、プレイヤーは4,988,84217ドル相当の最初のプログレッシブ・ジャックポットを獲得した。 

## ウイニングゲーム
プログレッシブ・ジャックポットで期待値がプラスになった時だけプレイする人も、カジノに収益をもたらしている。 プレーヤーがカジノより有利であっても、プログレッシブジャックポットの大部分は勝てなかった前のプレーヤーによって前払いされているため、カジノは各ゲームから利益を得ている。 

## プログレッシブ・ブラックジャック
プログレッシブ・ブラックジャックのゲームは、プログレッシブ・ジャックポッ トを獲得するチャンスを与える追加のベットを加える以外は、通常のブラックジャ ックと変わらない。 ワンスーツのエースが4枚配られるなど、特定の組み合わせのカードが配られた場合に追加ベットが成立する。 カードの組み合わせによって、ジャックポットの数ドルから100％までの報酬を得ることができ、勝ちの組み合わせのペイテーブルはカジノによって異なります。

## 選手クラブ
ほとんどのカジノは、プレーヤーのゲームでの賭け金のパーセンテージを、現金リベートや金銭的価値のあるその他の特典の形で還元するゲーミングクラブを提供している。 ゲーミングクラブに参加すると、各賭け金の割引額が大きいため、プログレッシブ・ジャックポットゲームの損益分岐点が下がる可能性があります。